# Vialas
Vialas è un comune francese di 438 abitanti situato nel dipartimento della Lozère nella regione dell'Occitania.

## Storia

### Simboli
Il comune di Vialas ha scelto come proprio emblema il blasone della famiglia La Fare, il cui motto latino era Lux nostris hostibus ignis ("Luce per i nostri, fuoco per i nemici").

## Società

### Evoluzione demografica
Abitanti censiti